# Xã Eldred, Quận Lycoming, Pennsylvania
Xã Eldred (tiếng Anh: Eldred Township) là một xã thuộc quận Lycoming, tiểu bang Pennsylvania, Hoa Kỳ. Năm 2010, dân số của xã này là 2.122 người.